# Terry Reintkeová
Theresa „Terry“ Reintkeová (* 9. května 1987 Gelsenkirchen) je německá politička, členka strany Svaz 90/Zelení.

## Život a kariéra
Vystudovala gymnázium Annette von Droste-Hülshoffové v Gelsenkirchenu, pak politologii na Svobodné univerzitě Berlín a v rámci Programu Erasmus také na Edinburské univerzitě. Pracovala jako asistentka poslance Ulricha Schneidera. Od roku 2004 byla členkou Grüne Jugend a v letech 2008 až 2009 byla ve spolkovém výkonném výboru organizace. Působila také ve vedení Federace mladých evropských zelených a ve sdružení Mladých evropských federalistů.  
V roce 2014 byla zvolena poslankyní Evropského parlamentu. Působila ve Výboru Evropského parlamentu pro zaměstnanost a sociální věci a Výboru Evropského parlamentu pro práva žen a rovnost pohlaví, zabývala se otázkami postavení Romů a sexuálních menšin. Ve volbách v roce 2019 mandát obhájila a v novém funkčním období se stala členkou Výboru Evropského parlamentu pro občanské svobody, spravedlnost a vnitřní věci. Byla také součástí parlamentní delegace pro Dohodu mezi EU a Spojeným královstvím o obchodu a spolupráci. Od roku 2022 stojí spolu s Belgičanem Philippem Lambertsem v čele parlamentní frakce Zelení / Evropská svobodná aliance.
Byla členkou vyjednávacího týmu německých Zelených o vládní koalici po volbách v září 2021. Působí také v Nadaci Heinricha Bölla.
Otevřeně se hlásí k lesbické orientaci. Její životní partnerkou je spolupředsedkyně Evropské strany zelených Mélanie Vogelová.